# Novi fosili (альбом)
Novi fosili — музичний альбом гурту Novi fosili. Виданий 1974 року лейблом Jugoton. Загальна тривалість композицій становить 36:14. Альбом відносять до напрямку поп.

## Список пісень
Сторона A
1. «Ludo, ludo, ludo je srce moje» — 2:19
2. «Želim biti sam» — 3:44
3. «Pruži ruke» — 3:22
4. «Sve se vrti oko tebe» — 3:17
5. «Najdraže» — 3:15
6. «Ovo nije kraj za nas» — 2:41

Сторона B
1. «Ti, koja ne gledaš me nikad» — 2:47
2. «Vizija» — 3:25
3. «Okreće se kolo sreće» — 2:58
4. «Ovog ljeta» — 2:54
5. «Noćas ću ti reći, draga» — 2:47
6. «Kad naš brod plovi» — 2:45